# Rosetta Gagliardi
Rosetta Gagliardi (Milà, 9 de febrer de 1895 - Milà, 31 de juliol de 1975) va ser una tennista italiana que va competir a començaments del segle xx.
El 1920 va prendre part en els Jocs Olímpics d'Anvers on va disputar dues proves del programa de tennis. En els dobles mixtos, fent parella amb Cesare Colombo, quedà eliminada en segona ronda, igual que en la competició individual.
Als Jocs de 1924 va disputar dues proves del programa de tennis. En els dobles femenins, fent parella amb Giulia Perelli, quedà eliminada en quarts de final, mentre en la competició individual ho va ser en els vuitens de final.